# Kissenbrück
Kissenbrück település Németországban, azon belül Alsó-Szászország tartományban. Lakosainak száma 1757 fő (2023. december 31.). Kissenbrück Ohrum községgel határos.

## Népesség
A település népességének változása:
| Lakosok száma | 1779 | 1766 | 1742 | 1756 | 1675 | 1693 | 1757 |
|               | 2015 | 2016 | 2017 | 2019 | 2021 | 2022 | 2023 |